# Cronache di Avonlea
Cronache di Avonlea (Chronicles of Avonlea) è una raccolta di racconti della scrittrice canadese Lucy Maud Montgomery pubblicato per la prima volta nel 1912. 
È un libro collaterale alla saga di Anna dai capelli rossi (il terzo pubblicato in ordine cronologico) e raccoglie dodici racconti ambientati ad Avonlea, in cui Anna compare come personaggio secondario o viene solo nominata.

## Struttura dell'opera
L'opera comprende dodici racconti, precedentemente pubblicati in rivista e ambientati nella cittadina immaginaria di Avonlea. Solo in uno dei racconti (La fretta di Ludovic) Anna compare come personaggio non protagonista e fa una breve comparsa in un altro (Il Corteggiamento di Prissy Strong). Negli altri si menzionano non solo Anna e altri personaggi, ma anche luoghi e vicende dei due libri precedenti.
L'autrice, pur avendo curato con attenzione il libro, lo considerava un "riempitivo" in attesa di scrivere Il baule dei sogni. Non rimase inoltre soddisfatta dal titolo proposto dall'editore, a suo avviso fuorviante per via dei pochi racconti presenti.

## Titoli dei racconti
I titoli italiani qui presentati sono quelli adottati dalla prima edizione del 2019.
- La fretta di Ludovic (The Hurrying of Ludovic)
- La vecchia Lady Lloyd (Old Lady Lloyd)
- Ciascuno nella propria lingua (Each in His Own Tongue)
- La piccola Joscelyn (Little Joscelyn)
- La conquista di Lucinda (The Winning of Lucinda)
- La ragazza del vecchio Shaw (Old Man Shaw's Girl)
- Lo spasimante di zia Olivia (Aunt Olivia's Beau)
- La quarantena di Alexander Abraham (Quarantine at Alexander Abraham)
- L'acquisto di Pa' Sloane (Pa' Sloane's Purchase)
- Il corteggiamento di Prissy Strong (The Courting of Prissy Strong)
- Miracolo a Carmody (The Miracle at Carmody)
- La fine di un litigio (The End of a Quarrel)

## Sequel e adattamenti
Nel 1920 Lucy Maud Montgomery pubblicò una seconda raccolta di racconti basata sui personaggi di Avonlea e intitolata Nuove cronache di Avonlea. Alcuni racconti di entrambe le raccolte hanno ispirato alcuni episodi della serie tv canadese La strada per Avonlea.

## Edizioni
- Lucy Maud Montgomery, Cronache di Avonlea, a cura di Enrico De Luca, Lettere Animate, 2019, ISBN 978-88-7112-610-4.
- Lucy Maud Montgomery, Cronache di Avonlea, traduzione di Angela Ricci, Gallucci, 2022, ISBN 978-88-362-4470-6.

Il libro è stato pubblicato per la prima volta in Italia nel 2019, mentre il suo seguito Nuove cronache di Avonlea è stato pubblicato per la prima volta in italiano nel 2022.